# (109879) Letelier
(109879) Letelier est un astéroïde de la ceinture principale.

## Description
(109879) Letelier est un astéroïde de la ceinture principale. Il fut découvert le 16 septembre 2001 à Fountain Hills par Charles W. Juels et Paulo R. Holvorcem. Il présente une orbite caractérisée par un demi-grand axe de 2,49 UA, une excentricité de 0,21 et une inclinaison de 5,8° par rapport à l'écliptique.